# Тугустемір
Тугустемі́р (рос. Тугустемир) — село у складі Тюльганського району Оренбурзької області, Росія.

## Населення
Населення — 595 осіб (2010; 793 у 2002).
Національний склад (станом на 2002 рік):
- росіяни — 81 %